# Amway Arena
L'Amway Arena (precedentemente chiamata Orlando Arena, TD Waterhouse Centre, e The Arena in Orlando) era un palazzetto dello sport situato a Orlando, Florida, parte dell'Orlando Centroplex, un complesso di sport e intrattenimento situato nel downtown di Orlando. In passato ha ospitato le partite casalinghe degli Orlando Magic in NBA, degli Orlando Predators dell'Arena Football League e degli Orlando Sharks della Major Indoor Soccer League.
Nell'estate 2007 l'amministrazione della città di Orlando approvò il piano per la costruzione di una nuova arena, l'Amway Center, che dal 2010 è il nuovo campo di casa per le partite dei Magic e dei Predators. L'Amway Arena è stata chiusa il 30 settembre 2010 ed è stata demolita con un'implosione il 25 marzo 2012.

## Eventi importanti
- NBA Finals 1995, 2009
- NBA All-Star Game 1992
- Campionati nazionali di pattinaggio di figura 1992
- AFL ArenaBowl 1992, 1994, 2000
- IHL Finals 1996, 1999, 2001